# Pathology (Band)
Pathology ist eine 2006 gegründete US-amerikanische brutal death metal-Band aus San Diego/Kalifornien, die ihre Musik mit Death Metal mischt. Gegründet wurde die Band durch David Astor, welcher bereits für Cattle Decapitation und Parasatic spielte.

## Geschichte
Nachdem Astor die Band Cattle Decapitation im Jahr 2003 verlassen hatte, spielte er für Parasatic, ehe er 2006 die Band Pathology gründete. Dies tat er, weil er seine eigenen Ideen bei Parasatic nur bedingt umsetzen konnte.
Mit Tim Tiszczenko (Gitarre) und Ramon Mercado (Gesang) stießen zwei weitere Musiker zu Astor. Das Trio einigte sich direkt auf eine Musikrichtung: Grindcore mit Anleihen des brutalem Death Metals.
Bereits im Gründungsjahr erschien mit Surgically Hacked ihr Debütalbum, dessen Cover-Artwork mit den frühen Cannibal-Corpse-Alben vergleichbar ist. Nebenbei gründeten Astor und Tiszczenko das Nebenprojekt Being Killed. Dort fungiert Astor jedoch als Bassist und Drum-Programmierer. Sänger von dem Projekt wurde Levi Fuselier, welcher für kurze Zeit auch bei Pathology ans Mikrofon ging, nachdem Ramon Mercado die Gruppe verließ.
2008 stieß mit Nick Gervais ein zweiter Gitarrist zur Band. Gemeinsam veröffentlichte man das zweite Studioalbum Incisions of Perverse Debauchery.
Incisions of Perverse Debauchery sollte das einzige Album der Band werden mit Fuselier als Sänger. Nachdem Disgorge-Sänger Matti Way seine Band verlassen hatte, stieß er zu Pathology. Fuselier wechselte zu Disgorge.
So erschien 2009 mit Age of Onset bereits das dritte Studioalbum der Gruppe, jeweils mit anderem Sänger. Matti Way stieg zwischenzeitlich bei Pathology aus, sodass die Band einige Zeit ohne Sänger da stand. Mit Pasqual Romero fand man zwischenzeitlich einen weiteren Sänger. Romero war im Jahr 2005 Bassist der Metalcore-Band In This Moment. Mit ihm veröffentlichte man jedoch kein Album.
2010 änderte sich das Line-Up erneut. Der ausgestiegene Matti Way kehrte zur Band zurück und brachte mit Disgorge-Gitarrist Diego Sanchez weitere Verstärkung für die Band mit. Im Juli 2010 erschien mit Legacy of the Ancients ihr bereits viertes Studioalbum. Auf allen Album musste Gitarrist Tim Tiszczenko auch die Bassgitarre einspielen. Für ihre nationale Tour, welche die Band mit Nile, Belphegor, Neuraxis, Blackguard, Deicide, Psycroptic, Abigail Williams, Ex Deo und Keep of Kalessin bestreitet, wird Oscar Ramirez die Bassgitarre übernehmen.
Am 17. Oktober während eines Konzertes in Los Angeles mit der Band Vader gab Gitarrist Tim Tiszczenko bekannt, die Band zu verlassen. Er entschied sich für diesen Schritt, da er das Bandleben mit seinem Privatleben nicht mehr in Verbindung bringen konnte. Das Album Incisions of Perverse Debauchery wurde am 22. Februar 2012 vom Amtsgericht Regensburg wegen Verstoßes gegen § 131 StGB (Gewaltdarstellung) bundesweit eingezogen.
Seit 2011 ist Jonathan Huber, ehem. Sänger von I Declare War, Sänger bei Pathology. Mit ihm veröffentlichte die Band 2011 das Studioalbum Awaken to the Suffering.
Ein Jahr später veröffentlichte die Band das Studioalbum The Time of Great Purification. Unmittelbar nach dem Erscheinen dieses Albums verließ Sänger Jonathan Huber die Band aus persönlichen Gründen. Ex-Sänger Matti Way (mittlerweile auch Sänger der Band Abominable Putridity) übernahm den Posten wieder.
Mit dem „neuen-alten“ Sänger Matti Way wurde nun im Jahr 2013 durch (Sevared Records) das Album Lords of Rephaim veröffentlicht.
Auch 2014 veröffentlichte die Band wieder ein Album. Throne of Reign wurde wie das letzte Album (Lords of Rephaim) durch (Sevared Records) veröffentlicht.

## Diskografie
- 2006: Surgically Hacked (Amputated Vein Records)
- 2008: Incisions of Perverse Debauchery (Grindhead Records, bundesweit beschlagnahmt)
- 2009: Age of Onset (Comatose Music)
- 2010: Legacy of the Ancients (Victory Records)
- 2011: Awaken to the Suffering (Victory Records)
- 2012: The Time of Great Purification (Victory Records)
- 2013: Lords of Rephaim (Sevared Records)
- 2014: Throne of Reign (Sevared Records)
- 2017: Pathology (Comatose Music)
- 2019: Reborn to Kill